# Cratere Inta
Inta  è un cratere sulla superficie di Marte.